# Porphyridiaceae
Porphyridiaceae, porodica crvenih algi u redu Porphyridiales. Postoji deset poriznatih vrsta u pet rodova.

## Rodovi
1. Erythrolobus J.L.Scott, J.B.Baca, F.D.Ott & J.A.West 3 vrste
2. Flintiella F.D.Ott 1 vrsta
3. Porphyridium Nägeli 4 vrste
4. Rhodoplax Schmidle & Wellheim 1 vrsta
5. Timspurckia E.C. Yang, J.L. Scott & J.A. West 1 vrsta